# أندريه حكيم
أندريه نسيم حكيم (5 ديسمبر 1915 في الإسكندرية، مصر – 19 أكتوبر 1980 في لوس أنجلوس) كان منتج أفلام.
عمل أندريه واخوته في صناعة السينما منذ أن كانوا مراهقين. عمل شقيقاه روبرت وريموند حكيم في شركة باراماونت للأفلام قبل تأسيس شركة الإنتاج الخاصة بهم في فرنسا.
عمل أندريه في شركة فوكس للقرن العشرين وأنتج أفلامًا مثل Mr. Belvedere Rings the Bell (عام 1951) ، فيلم O. Henry's Full House (عام 1952) و The Man Who Never Was (عام 1956).
كان متزوجا من سوزان ماري زانوك، إحدى ابنتي داريل إف زانوك. انفصل عنها عام 1967، بعدها تزوجت سوزان من بيير فرانسوا سافينو.